# 萨尔盖鲁
萨尔盖鲁是巴西伯南布哥州的一个市镇。总面积1733.7平方公里，总人口55435人，人口密度32人/平方公里。